# Reitdiep College
Het Reitdiep College is een scholengemeenschap in de Nederlandse stad Groningen. Het bestaat uit drie scholen, te weten de vestigingen Kamerlingh Onnes, Leon van Gelder en Simon van Hasselt.

## Scholen

### Kamerlingh Onnes
Het Kamerlingh Onnes staat in de Groninger wijk Selwerd en is een school voor havo en vwo. De school is vernoemd naar de Groningse natuurkundige Heike Kamerlingh Onnes. Het Kamerlingh Onnes is de voortzetting van de Rijks HBS (de school waar Heike Kamerlingh Onnes zelf les heeft gevolgd) die oorspronkelijk aan de Grote Kruisstraat stond. Op 26 september 1864 werden de eerste lessen gegeven aan de Rijks HBS.
In het schooljaar 2013-2014 vierde het Kamerlingh Onnes zijn 150-jarig jubileum. Het motto voor dit jubileum was "Historie met toekomst". Gedurende het schooljaar werden diverse activiteiten en projecten georganiseerd voor (oud-)leerlingen en (oud-)collega's. Het jubileumjaar werd afgesloten met een reünie en feestavond op zaterdag 27 september 2014.

### Leon van Gelder
De Leon van Gelder staat in de wijk Vinkhuizen en was oorspronkelijk een middenschool. Leerlingen van alle niveaus kunnen op de school terecht, maar krijgen na afloop allemaal een vmbo-diploma. Havo- en vwo-leerlingen moeten daarna naar een andere school voor de laatste jaren. De school is vernoemd naar hoogleraar onderwijskunde Leon van Gelder.

### Simon van Hasselt
Het Simon van Hasselt staat in de wijk Vinkhuizen en is een vmbo-school met leerwegondersteunend onderwijs (lwoo) voor jongeren met leerproblemen en gedragsproblemen.
De school is vernoemd naar een Groningse leraar die in de Tweede Wereldoorlog in het concentratiekamp Auschwitz is omgekomen.

## Bekende oud-leerlingen

### Kamerlingh Onnes
- Wubbo Ockels
- Arjen Robben
- Bauke Mollema
- Francine Oomen
- Sharon Dijksma

### Leon van Gelder
- Rosita van Gijlswijk
- Aron Winter

## Bekende oud-leraren
- Henk Pijlman
- Beno Hofman